# 巧繡生花
巧繡生花，是日本現役純種競賽馬匹。目前主要勝場有2025年皇后盃及櫻花賞。

## 出賽前
2022年2月1日出生於北海道安平町北部牧場，成長途中在一口馬主俱樂部Silk Racing Co. Ltd.。
其後交由美浦訓練中心練馬師森一誠訓練。

## 競賽生涯

### 2歲
2024年6月2日出戰東京競馬場2歲新馬戰，比賽初段維持在中團位置，進入直路後隨即在內欄加速衝刺，但最終敗於Million Rose取得第二。
其後出戰2歲未勝利戰，順利出閘下搶佔領放位置，保持自身節奏推進下在直路逐步帶離對手，最終拉開後方7馬位取得首勝，同時以1分45.5秒完賽時間打破新潟競馬場1800米場地紀錄。
9月29日出戰藏紅花賞，雖然賽前取得第一人氣的支持，但因漏閘需要在後方位置追走，始終無法縮窄差距下以第五落敗。
11月16日出戰2歲一捷馬戰，本次比賽選擇在中團好位推進，在彎道處順利發力上前下於直路繼續衝刺，最終戰勝Bonne Soiree取得勝利。

### 3歲
2025年2月以皇后盃作為首戰，比賽初段採用前置的戰術維持在Rod Horn後方第二的位置推進，在直路迅速嚮應騎師李慕華的指揮順利突圍，最終拉開後方賽駒下取得首個分級賽優勝，同時亦為父系頌讚火星帶來首個分級賽冠軍。
4月13日直走櫻花賞，本次比賽選擇在中團位置穩步推進，在彎道處稍為移出中檔取位。進入直路後，其代先頭集團力弱散開後隨即在所在位置衝出突圍，稍為取得領先後繼續保持衝刺阻止Arma Veloce的攻勢，最終以頸位戰勝對手取得首個一級賽優勝，同時亦成為父系頌讚火星首匹一級賽子嗣，更為練馬師森一誠的首個一級賽冠軍。
5月25日緊接挑戰優駿牝馬（日本橡樹大賽），比賽初段選擇在中團靠前位置展開推進，然而進入直路後未能適應2400米的途程，無法順利衝出下以第九落敗

### 詳細賽績
| 日期       | 舉辦國家 | 馬場 | 距離   | 級別 | 賽事名稱    | 負重 | 騎師   | 馬號 | 出馬 | 名次 | 時間   | 頭馬（二馬）     |
| ---------- | -------- | ---- | ------ | ---- | ----------- | ---- | ------ | ---- | ---- | ---- | ------ | ---------------- |
| 2/6/2024   | 東京     | 日本 | 草1600 |      | 2歲新馬     | 55   | 莫雷拉 | 4    | 12   | 2    | 1:36.5 | Million Rose     |
| 27/7/2024  | 新潟     | 日本 | 草1800 |      | 2歲未勝利   | 55   | 李慕華 | 3    | 6    | 1    | 1:45.5 | （Agnes Sanki）  |
| 29/9/2024  | 中山     | 日本 | 草1600 |      | 藏紅花賞    | 55   | 李慕華 | 6    | 9    | 5    | 1:35.3 | 栗本天命         |
| 16/11/2024 | 東京     | 日本 | 草1400 |      | 2歲一捷馬戰 | 55   | 李慕華 | 8    | 10   | 1    | 1:22.7 | （Bonne Soiree） |
| 15/2/2025  | 東京     | 日本 | 草1600 | GIII | 皇后盃      | 55   | 李慕華 | 7    | 14   | 1    | 1:32.2 | （心頭寶）       |
| 13/4/2025  | 阪神     | 日本 | 草1600 | GI   | 櫻花賞      | 55   | 莫雷拉 | 7    | 18   | 1    | 1:33.1 | （Arma Veloce）  |
| 25/5/2025  | 東京     | 日本 | 草2400 | GI   | 優駿牝馬    | 55   | 李慕華 | 9    | 18   | 9    | 2:26.7 | Kamunyak         |

## 血統表
父系頌讚火星為日本賽駒，生涯戰績優秀，曾在2019年接連勝出NHK一哩賽及香港一哩錦標。祖父大和主將爲日本賽駒，生涯活躍於一哩賽事，曾於2007年稱霸春秋一哩賽，於2000米賽事亦有不錯戰績，如曾勝出皋月賞及秋季天皇賞。
母系Rottenmeier為日本賽駒，曾勝出公開賽勿忘草錦標，亦於三級賽皇后盃跑獲季軍。外祖父大洋船爲美國生產的日本賽駒，於草地泥地賽事均有表現，曾勝出NHK一哩賽及日本盃泥地大賽。

### 血統表
| 父線：週日寧靜系（Halo系）          |                           |                 |                 |
| 種馬 頌讚火星                       | 大和主將 2001年（栗色）   | 週日寧靜        | Halo            |
| 種馬 頌讚火星                       | 大和主將 2001年（栗色）   | 週日寧靜        | Wishing Well    |
| 種馬 頌讚火星                       | 大和主將 2001年（栗色）   | Scarlet Bouquet | 北方風味        |
| 種馬 頌讚火星                       | 大和主將 2001年（栗色）   | Scarlet Bouquet | Scarlet Ink     |
| 種馬 頌讚火星                       | Via Medici 2007年（栗色） | 木星月亮        | Machiavellian   |
| 種馬 頌讚火星                       | Via Medici 2007年（栗色） | 木星月亮        | Mystic Goddess  |
| 種馬 頌讚火星                       | Via Medici 2007年（栗色） | Via Milano      | 談唱劇          |
| 種馬 頌讚火星                       | Via Medici 2007年（栗色） | Via Milano      | Salvinaxia      |
| 繁殖雌馬 Rottenmeier 2013年（棗色） | 大洋船 1998年（灰色）     | French Deputy   | Deputy Minister |
| 繁殖雌馬 Rottenmeier 2013年（棗色） | 大洋船 1998年（灰色）     | French Deputy   | Mitterand       |
| 繁殖雌馬 Rottenmeier 2013年（棗色） | 大洋船 1998年（灰色）     | Blue Avenue     | Classic Go Go   |
| 繁殖雌馬 Rottenmeier 2013年（棗色） | 大洋船 1998年（灰色）     | Blue Avenue     | Eliza Blue      |
| 繁殖雌馬 Rottenmeier 2013年（棗色） | Adelhid 2007年（棗色）    | 愛麗速子        | 週日寧靜        |
| 繁殖雌馬 Rottenmeier 2013年（棗色） | Adelhid 2007年（棗色）    | 愛麗速子        | 愛麗花          |
| 繁殖雌馬 Rottenmeier 2013年（棗色） | Adelhid 2007年（棗色）    | Biwa Heidi      | Caerleon        |
| 繁殖雌馬 Rottenmeier 2013年（棗色） | Adelhid 2007年（棗色）    | Biwa Heidi      | Aghsan          |
| 雌系：Schwarzgold系（號族：16-c）   |                           |                 |                 |
| 五代內近親交配：週日寧靜 3×4        |                           |                 |                 |

## 命名由來
名字Embroidery（エンブロイダリー）意思為刺繡，香港方面取其意思，翻譯為「巧繡生花」。

## 外部連結
- 巧繡生花 netkeiba.com
- 血統表 （页面存档备份，存于）